# الطريق الجهوية رقم 116 (تونس)
الطريق الجهوية رقم 116 أو ط ج 116 طريق ثانوية بالجنوب التونسي تصل بين الطريق الوطنية رقم 1 على مستوى قرية عرام والجرف، ثم بين مدينتي أجيم وحومة السوق بجزيرة جربة.